# 赤城神社 (流山市)
赤城神社（あかぎじんじゃ）は、千葉県流山市流山にある神社。旧社格は郷社。

## 概要
市内を流れる江戸川の左岸（東岸）、平坦な土地に盛り上がった海抜約15メートル、周囲350メートル余りの小山の上に鎮座する。この小山はかつての洪水の際、群馬県の赤城山の山体の一部が流れてきてここに流れ着いたものという伝承がある。一説に赤城神社のお札が流れつき里人たちが祀ったのが当社の始まりともされる。
これに基づき当社は群馬県の赤城山にある赤城神社の末社であるという。また、流山という地名もこれに由来すると言われる。一説には、鎌倉時代の創建ともいう。

## 祭神
- 大己貴命

## 主な祭事

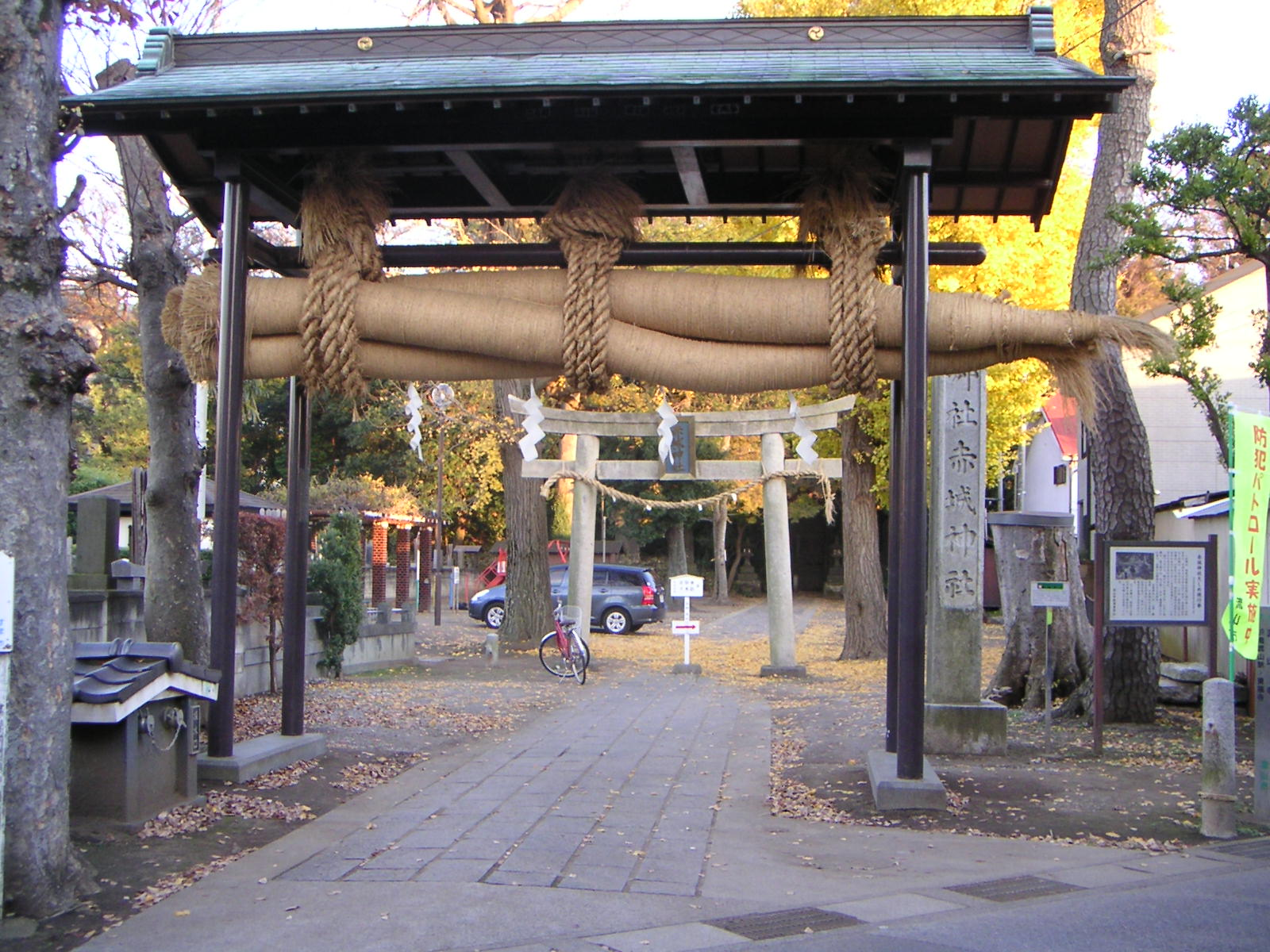
大しめ縄

- 10月上旬の日曜日 宮薙（みやなぎ）
例祭に先立つ宮薙において氏子たちが藁打ちの段階から大きなしめ縄を作る、大しめ縄行事がおこなわれる。その大きさは長さ約10m、重さ約500kg[2]となる。
- 10月第3土曜日・日曜日 例祭

## 文化財
流山市指定無形民俗文化財
- 赤城神社大しめ縄行事

## 現地情報
所在地
- 千葉県流山市流山6丁目649

交通アクセス
- 最寄駅：流鉄流山駅 平和台駅 （徒歩7分）